# Джон Макензі (яхтсмен)
Джон Макензі (англ. John Mackenzie, 21 вересня 1876 — 9 грудня 1949) — британський яхтсмен.
Олімпійський чемпіон 1908 року в класі 12 метрів.